# Балашов, Иван Филиппович
Ива́н Фили́ппович Балашо́в (10 [23] января 1907 года — 5 января 1984 года) — советский военный лётчик, военачальник, участник советско-финской и Великой Отечественной войн. Во время советско-финской войны — помощник командира 6-го дальнебомбардировочного авиационного полка 27-й дальнебомбардировочной авиационной бригады Северо-Западного фронта, майор.
Герой Советского Союза (7.04.1940), генерал-майор авиации (19.08.1944).

## Молодость и начало военной службы
Родился 10 (23) января 1907 года в деревне Рамешки ныне Молоковского района Тверской области в семье крестьянина. Русский. В 1920-е годы с родителями переехал в село Красное на Волге, под городом Рыбинском. Закончил Рыбинскую девятилетнюю школу имени А. В. Луначарского. Стал комсомольцем. В 1927 году уехал в Ленинград поступать в мореходное училище, но опоздал. Работал в порту, в управлении «Севзаплес» на сортировке древесины.
В Красной армии с декабря 1927 года. В 1929 году окончил Ленинградскую военно-теоретическую школу лётчиков, а в 1930 году — Военную школу морских лётчиков имени И. В. Сталина в Севастополе. Был оставлен в школе лётчиком-инструктором. С 1933 году продолжил службу в 91-й авиационной эскадрильи 23-й авиационной бригады (город Монино): старший лётчик, командир корабля. В 1937 году прошел переподготовку с тяжёлого бомбардировщика ТБ-3 на новый самолет ДБ-3, участвовал в воздушных парадах в Москве. С февраля 1937 — инструктор по технике пилотирования 90-й авиационной эскадрильи. С апреля 1938 — командир эскадрильи 21-го авиационного полка 1-й Армии особого назначения. Член ВКП(б) с 1939 года.
В январе 1939 года назначен помощником командира 6-го дальнебомбардировочного авиационного полка (город Иваново). Избирался депутатом Ивановского городского совета. В сентябре полк был передислоцирован в Новгородскую область, ближе к району ожидаемых боевых действий. 

## Финская война
Участвовал в советско-финской войне 1939—1940 годов. Помощник командира 6-го дальнебомбардировочного авиаполка, майор И. Ф. Балашов с декабря 1939 по февраль 1940 года совершил 13 боевых вылетов (боевой налёт 56 часов), разрушив ряд железнодорожных узлов и промышленных объектов в глубоком тылу противника, бомбил укрепления «линии Маннергейма», военные объекты, мосты, воинские эшелоны. 15 января 1940 год награждён орденом Красного Знамени, а после окончания войны представлен к званию Героя Советского Союза.
Указом Президиума Верховного Совета СССР от 7 апреля 1940 года за образцовое выполнение боевых заданий командования и проявленные при этом отвагу и геройство Балашову Ивану Филипповичу присвоено звание Героя Советского Союза с вручением ордена Ленина и медали «Золотая Звезда» (№ 318).
В июне 1940 года Балашову было присвоено воинское звание подполковника, и он был назначен командиром 100-го дальнебомбардировочного авиационного полка 35-й авиационной дивизии ВВС Орловского военного округа.

## Великая Отечественная война
Участвовал в Великой Отечественной войне с июня 1941 года. Лётчики 100-го дальнебомбардировочного авиационного полка под командованием подполковника Балашова И. Ф. наносили удары по немецким войскам под Луцком, Витебском, Белой Церковью, Житомиром, Смоленском, Брянском. В конце августа 1941 года самолёты полка, гружёные тремя сотнями ампул с зажигательной смесью «КС» нанесли удар по вражеской колонне юго-западнее Брянска, сорвав попытку прорваться в тыл наших войск. В конце августа направлен на учёбу.
В начале 1942 года И. Ф. Балашов окончил Курсы усовершенствования командного состава при Военной академии штурманского и командного состава ВВС РККА. В апреле 1942 года назначен командиром 818-го дальнебомбардировочного авиационного полка на Юго-Западном фронте. Полк летал на бомбардировщиках Ил-4, во главе его бомбил военные объекты врага в Донбассе, в районе Харькова и на подступах к Сталинграду. В сентябре полк убыл в тыл на переформирование.
В апреле 1943 года подполковник Балашов был назначен командиром 2-го гвардейского авиационного полка дальнего действия 3-й авиационной дивизии 3-й авиационной дивизии дальнего действия авиации дальнего действия. Полк был вооружен бомбардировщиками Ил-2, базировался на подмосковном аэродроме Монино, совершал ночные боевые вылеты по немецким аэродромам под Ленинградом (Дно), Сеща, Олсуфьево, Брянск, Орёл, железнодорожным станциям Смоленск, Жуковка, Унеча, Гомель. Работал полк и против окруженной немецко-румынской группировки под Сталинградом. Осенью 1943 года полк перелетел на аэродром у села Новодугино в Смоленской области (по иронии судьбы, за несколько месяцев до этого лётчики Балашова несколько раз бомбили этот аэродром), откуда летал бомбить вражеские объекты в Минске, Барановичах, в Прибалтике и в Восточной Пруссии. Были в числе целей командира полка Балашова в 1943 году и такие дальние цели, как Берлин, Бухарест, Будапешт, Кёнигсберг, Варшава, Данциг. Под его командованием полк получил почётное наименование «Смоленский». За время командования им полком 9 лётчиков полка стали Героями Советского Союза, а гвардии майор А. И. Молодчий — дважды Героем Советского Союза.
27 ноября 1943 года гвардии полковник И. Ф. Балашов назначен командиром 1-й гвардейской авиационной дивизии дальнего действия (в декабре 1944 года преобразована в 11-ю гвардейскую бомбардировочную авиационную дивизию 18-й воздушной армии). В канун нового 1944 года лётчики дивизии осуществили блестящую операцию по уничтожению аэродрома противника в Пскове, на котором было сосредоточено более 200 бомбардировщиков. Во главе дивизии участвовал в Ленинградско-Новгородской, Белорусской, Прибалтийской, Будапештской, Восточно-Померанской, Берлинской наступательных операциях. В 1944 году дивизия бомбила объекты на территории Финляндии, в 1945 — содействовала войскам в захвате и удержании Кюстринского плацдарма, в штурме города-крепости Кёнигсберга. Дивизия под его командованием получила почётное наименование «Берлинская» и была награждена орденом Красного Знамени за успешные действия под Будапештом.
За годы Великой Отечественной войны И. Ф. Балашов совершил лично 18 боевых вылетов на самолетах Ил-4 и B-25 «Mitchell». Будучи командиром полка, в 1942 году лично возглавил ночной налёт 55-ти бомбардировщиков Ил-4 на скопление вражеских эшелонов на одной из станций. Удар был успешным — несколько часов на станции бушевало пламя.

## Послевоенная служба
После войны генерал-майор авиации Балашов И. Ф. продолжал службу в ВВС. Командовал той же дивизией. В 1947 году окончил курсы усовершенствования командиров и начальников штабов авиадивизий при Военно-воздушной академии. С августа 1948 по декабрь 1949 года командовал 4-м гвардейским бомбардировочным авиационным корпусом Дальней авиации.  В 1951 году он окончил Высшую военную академию имени К. Е. Ворошилова. С декабря 1951 года командовал 81-м гвардейским бомбардировочным корпусом дальней авиации. В связи с сокращением ВВС в августе 1953 года был назначен командиром 326-й тяжелой бомбардировочной авиационной дивизии. С мая 1954 года — в запасе.
Жил в Ленинграде (ныне Санкт-Петербург), вёл большую военно-патриотическую и общественную работу. Умер 5 января 1984 года.

## Награды
- Медаль «Золотая Звезда» Героя Советского Союза (№ 318, 7.04.1940)
- Два ордена Ленина (7.04.1940; 5.11.1954)
- Три ордена Красного Знамени (15.01.1940; 20.10.1943; 20.06.1949)
- Два ордена Суворова II степени (17.04.1945; 29.05.1945)
- Орден Кутузова II степени (19.08.1944)
- Орден Красной Звезды (3.11.1944)
- Медали, в том числе:
  - «За оборону Сталинграда»
  - «За победу над Германией в Великой Отечественной войне 1941—1945 гг.»
  - «За взятие Кёнигсберга»
  - «Ветеран Вооружённых Сил СССР»

## Память
- Похоронен в Санкт-Петербурге на Серафимовском кладбище (Коммунистическая площадка).
- Имя Героя высечено на памятнике в Рыбинске на Аллее Славы.